# Ninja Tune
Ninja Tune és una discogràfica independent de música electrònica amb seu a Londres. Té una oficina satèl·lit a Los Angeles. Va ser fundada per Matt Black i Jonathan More, ambdós components del duet Coldcut.
Inspirats per una visita al Japó, Black and More van fundar Ninja Tune el 1990 com una via per a fugir del control creatiu de les grans discogràfiques i actuar com un mitjà per a publicar música de caràcter underground, lliure de les restriccions que se'ls haven imposat a Big Life i Artista Records. Ninja Tune és considerat un segell discogràfic «visionari» i de «fiabilitat excel·lent».
Les primeres referències del segell, els primers cinc volums de Jazz Brakes de DJ Food, van ser produïts per Coldcut a principis de la dècada del 1990 i celebrats per la premsa musical i els aficionats als beats. Estaven composts de talls basats en mostres instrumentals que van portar al duet a col·laborar amb els pioners dels ritmes instrumentals de hip hop (al costat del segell Mo' Wax i artistes de Ninja Tune com Funki Porcini, The Herbaliser i DJ Vadim).